# Aspasmogaster tasmaniensis
Aspasmogaster tasmaniensis – gatunek ryby z rodziny grotnikowatych. A. tasmaniensis są niewielkimi rybami żyjącymi w strefie przybrzeżnej, w płytkich estuariach, często pod kamieniami. Zasięg występowania ograniczony do zachodniej i południowej Australii. Osiągają do 8 cm długości. Jak u innych przedstawicieli rodziny, płetwy piersiowe przekształcone w silną przyssawkę.